# Rujie
Rujie（ルジェ、1995年6月29日 - ）は、日本の歌手、ゴスペルシンガー、モデル、アーティスト、講師。The Crown Production代表取締役。

## 概要
東京都出身。2014年に音楽活動を開始し、新ジャンル「ボーダレスミュージック」を提唱。The Crown Production株式会社を立ち上げ、2020年に代表取締役就任。音楽活動のほか、モデルやアーティスト、講師としても活動している。2023年にはアパレルブランド「YOLSE」を設立。

## 来歴
2014年 - 2018年：音楽活動の開始
2014年にデビューし、同年に楽曲『夜も昼も』『BreakThrough』『Song Of Solomon』を発表。日本国内を中心にライブ活動を行い、徐々に知名度を上げる。
2019年 - 2023年：ボーダレスミュージックアルバムのリリースと全国ツアー
2019年にボーダレスミュージックの1stアルバム『The Stream』をリリース。2020年には同ジャンルの2ndアルバム『Father’s Love』を発表し、全国各地でライブ活動を展開した。 2023年には全国ツアー「Japan Live 2023」を開催し、岡山・福岡・広島・長野・札幌・徳島などを巡った。
2024年 - 現在：3rdアルバム『Rain』とツアー
2024年2月には1st mini アルバム『SET ON FIRE』をリリース。同年に本アルバムに由来する「Rujie Japan Tour "SET ON FIRE 2024"」を開催し、東京・名古屋・大阪・福岡・富山・宮城・沖縄など全10都市を巡る。また、ボーダレスミュージックの3rdアルバム『Rain』のリリースした。
音楽性：Borderless Music（ボーダレスミュージック）
「Borderless Music（ボーダレスミュージック）」と呼ばれる新ジャンルを提唱。歌詞を持たない旋律のみで構成されることが特徴である。これは言語や文化の壁を超え、リスナーの感情に直接訴えかけることを目的としている。本音楽ジャンル楽曲は1stアルバム『The Stream』、2ndアルバム『Father’s Love』、3rdアルバム『Rain』をリリースしている。

## 作品

### シングル
| 発売日 | タイトル        |
| 2014年 | 夜も昼も        |
| 2014年 | BreakThrough    |
| 2014年 | Song Of Solomon |

### ミニアルバム
| #   | 発売日    | タイトル    | 規格 | 曲数 | 配信サイト                         | 配信サイト                     |
| 1st | 2024年2月 | SET ON FIRE | CD   | 3曲  | ・breath ・水のほとり ・The Stream | TuneCore （チャートイン：1位） |

### アルバム（ジャンルボーダレスミュージック）
| #   | 発売日     | タイトル      | 規格 | 曲数 | 配信サイト | 配信サイト                     |
| 1st | 2019年8月  | The Stream    | CD   | 3曲  | ・breath ・水のほとり ・The Stream | ー                             |
| 2nd | 2020年3月  | Father’s Love | CD   | 4曲  | ・In the Beginning ・Sky High ・Shekhinah ・Life is Runway | iTunes                         |
| 3rd | 2024年10月 | Rain          | CD   | 7曲  | ・Be Shine, Be Bright (輝け、光れ) ・Touching Morning Dew (朝露に触れる) ・Like Fog, Like Snow (霧のように、雪のように) ・Dance, Dance, In The Sun (踊れ踊れ。太陽の下で) ・I See A Cloud (雲が見える) ・Come on Rain, Let it Rain (雨よ降れ、もっと降れ) ・The Sound of Rain (雨音) | TuneCore （チャートイン：2位） |

## ライブ活動

### JAPAN TOUR（2023）
- 2023.02.24 - Japan Live 2023 in 岡山開催@アーヴェリール迎賓館 White House
- 2023.04.14 - Japan Live 2023 in 福岡開催@CAITAC SQUARE GARDEN
- 2023.06.16 - Japan Live 2023 in 広島開催@CLUB CONQUEST
- 2023.08.26 - Japan Live 2023 in 長野開催@飯島町 文化館小ホール
- 2023.09.29 - Japan Live 2023 in 札幌開催@CrazyMonkey
- 2023.10.27 - Japan Live 2023 in 徳島開催@三好市池田総合体育館 サブアリーナ

### JAPAN TOUR（2024）
- 2024.01.27 - Rujie Japan Tour 2024「SET ON FIRE」in 渋谷@ライブバス
- 2024.02.02 - Rujie Japan Tour 2024「SET ON FIRE」in 名古屋@イオンモール 名古屋茶屋
- 2024.04.05 - Rujie Japan Tour 2024「SET ON FIRE」in 島根@島根県芸術文化センター グラントワ大ホール
- 2024.05.03 - Rujie Japan Tour 2024「SET ON FIRE」in 大阪@船上ライブ（八軒屋浜船着場発）
- 2024.05.31 - Rujie Japan Tour 2024「SET ON FIRE」in 福岡@キャナルシティ博多　B1階 サンプラザステージ
- 2024.07.19 - Rujie Japan Tour 2024「SET ON FIRE」in 富山@富山オーバードホール 中ホール
- 2024.08.25 - Rujie Japan Tour 2024「SET ON FIRE」in 宮城@仙台スクールオブミュージック＆ダンス専門学校
- 2024.09.22 - Rujie Japan Tour 2024「SET ON FIRE」in 香川@丸亀町グリーンけやき広場
- 2024.10.22 - Rujie Japan Tour 2024「SET ON FIRE」in 群馬@新島学園短期大学　多目的講堂
- 2024.11.24 - Rujie Japan Tour 2024「SET ON FIRE」in 沖縄@豊崎海浜公園 豊崎美らSUNビーチ

### 海外ライブ
- 2024.06.16 - Special LIVE 20204@カナダ（The Bennett Craft & Kitchen PoCo）

### その他ライブ
- 2019.12.20 - 「クリスマスライブ2020」開催
- 2020.02.14-15 - ライブ出演（イベントJAPAN2020@東京ビッグサイトAホール）
- 2020.03.25 - 「全力笑部ライブ」出演@赤坂CHANCEシアター
- 2020.10.10 - 「Live my time」出演＠GARRET udagawa
- 2021.06.29 - ライブ開催@下北沢BREATH
- 2021.07.21 - ライブ出演@堺東Goith（大阪）
- 2021.10.31 - 「マジでゴスペルしようぜ！」開催@下北沢BREATH
- 2021.11.21 - 「Christmas Gospel Live 2021」出演@オンライン
- 2021.12.11 - 「クリスマス ハレルヤコンサート」開催@かつしかシンフォニーヒルズ
- 2021.12.24 - 「クリスマスイブ・スペシャルライブ」開催@下北沢BREATH
- 2022.04.17 - 「KARAGOS VOL.2 EASTER PARTY 〜HE IS RISEN〜」出演@Absolute Blue池袋
- 2022.06.11 - Secret Live A.S LiLiOn in Machiya開催@LiLiOn
- 2022.09.18 - 「カラゴス VOL.3 ACOUSTIC SOUL」出演@Absolute Blue池袋
- 2022.09.23 - 「音楽マルシェ」出演@下北沢BREATH
- 2022.11.19 - ライブ出演@デザインフェスタ vol.56
- 2023.05.27 - スペシャルライブ with KAMIN.CO開催@下北沢BREATH
- 2024.05.24 - 路上ライブ in JR柏駅前

## モデル活動
- 2019.12.01 - 「N2 Falls」イメージモデル採用
- 2020.05.13 - 八百屋カフェ「和合堂」イメージモデル＆アンバサダー就任
- 2022.11.01 - 「ovaco」イメージモデル＆アンバサダー就任
- 2023.07.01 - 「LACHIEL」イメージモデル＆アンバサダー就任
- 2024.03.01 - Resh（レーシュ）Rujieオフィシャルファンクラブ設立
- 2024.11.02 - 東京スタイルコレクション
- 2024.12.22 - 第43回東京渋谷コレクション
- 2025.01.25 - 渋谷ARTIST SUMMIT2025

## 出演

### テレビCM
- 「ダイヤモンド☆コレクション」 （2020年7月13日、千葉テレビ3ch）

### CS・BS・インターネット放送
- 「Rujie Revival Live」　(2020年7月24日、ワロップ放送局)

### ラジオ
- 「津田 翔也のStudy!」 (2021年11月8日、渋谷クロスFM)
- 「Rujieの、あなたのこと知りたい。」 (2022年04月10日〜月2回放送中 、渋谷クロスFM)
- 「CGN FOCUS」出演（2022年7月27日、CGNTV Japan）

## その他の活動
- 2019.08 - イスラエルにて「イスラエル観光親善大使」の任命を受ける
- 2019.09.15 - 総合プロデュース店舗「Sio Cafe Rujie」オープン
- 2019.12.25 - The Crown Production株式会社 立ち上げ
- 2020.03.01 - The Crown Production株式会社 代表取締役社長就任
- 2023.06.01 - 【YOLSE】アパレルブランド『YOLSE』立ち上げ
- 2023.11.23 - 【YOLSE】北小金店オープン
- 2024.03.01 - Rujie Official Fan Club Site「Resh」発足
- 2024.03.18 - 【YOLSE】表参道店オープン
- 2024.04.01 - 【写真集】Rujie Photo Book vol.2「KEEP YOUR EYES ON」発売
- 2024.11.02 - 【YOLSE】東京スタイルコレクション
- 2024.12.22 - 第43回東京渋谷コレクション＠渋谷ドクタージーカンズ
- 2025.01.25 - 渋谷ATRIST SUMMIT2025＠渋谷ドクタージーカンズ